# Wisielakówka (szczyt w Pieninach)
Wisielakówka (980,8 m) – wzniesienie w głównym grzbiecie Małych Pienin pomiędzy szczytami Wysokie Skałki (1049,3 m) i Jaworzyna (1015,8 m). Znajduje się na granicy polsko-słowackiej, tuż po wschodniej stronie Wysokich Skałek. Jest to mało wybitna, skalista i porośnięta lasem czuba, na mapach turystycznych nie opisywana. Polskie stoki znajdują się w obrębie wsi Jaworki w województwie małopolskim, w powiecie nowotarskim, w gminie miejsko-wiejskiej Szczawnica, słowackie należą do wsi Stráňany w powiecie Lubowla, kraju preszowskim.
Według Józefa Nyki nazwa szczytu pochodzi od tego, że pod nim grzebano samobójców, usuwając ich zwłoki za granice „chotarów”. Na północnych stokach grani Małych Pienin poniżej Wysokich Skałek, Wisielakówki i Jaworzyny znajduje się duża trawiasta hala pasterska. Jest to Polana pod Wysoką.

## Szlaki turystyki pieszej
– niebieski od Drogi Pienińskiej grzbietem Małych Pienin przez Szafranówkę, Łaźne Skały, Cyrhle, Wysoki Wierch, Durbaszkę, Wysoką, Wierchliczkę, przełęcz Rozdziele do Przełęczy Gromadzkiej w Beskidzie Sądeckim. Szlak trawersuje Wisielakówkę po północnej stronie w odległości kilkuset metrów od grani.